# Стратегий Апион

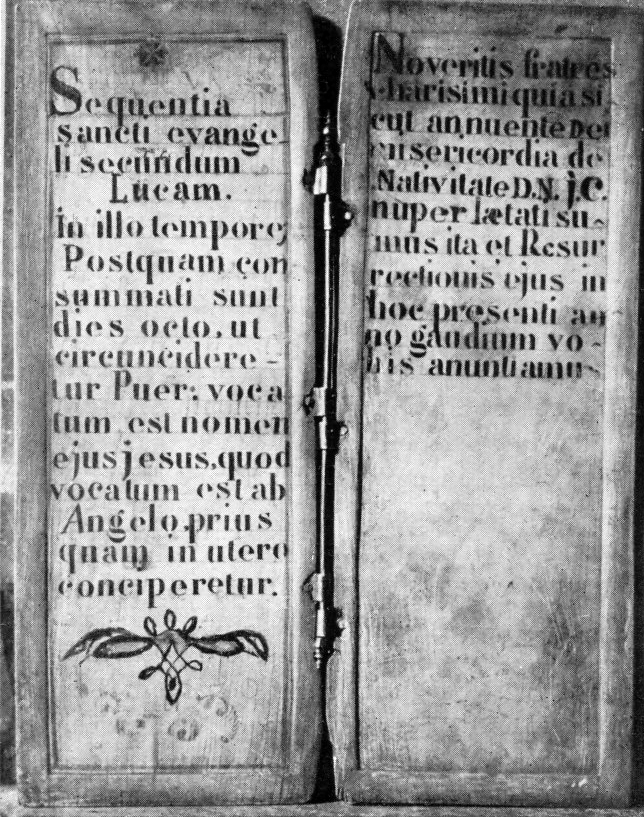
Консульский диптих Стратегия Апиона.

Флавий Стратегий Апион Стратегий Апион (Flavius Strategius Apion Strategius Apion; скончался между 577 и 579 годами) — патрикий Византийской империи и консул (consul ordinarius) 539 года. Он принадлежал к состоятельной и известной семье Апионов из Оксиринха в Египте.
Апион был сыном старшего Стратегия. Имел сына так же известного как Стратегий, названного в одном из оксиринхских папирусов. Этот сын и его жена Евсевея поддерживали дружеские отношения с папой римским Григорием I и были упомянуты в одной из дошедших до нас его переписок. Самый младший Стратегий не был единственным наследником Апиона, упомянутым в последовавшем завещании. Он разделил своё наследство с Прейектой (Praejecta), ещё одним Апионом и Георгием. Толкование текста позволяет предположить, что Прейекта была вдовой Апиона, а Стратегий, Апион и Георгий были их сыновьями.
Стратегий Апион в разное время упоминается как консул, vir illustris и comes domesticorum (комит доместиков) на протяжении 530-х годов. Начиная с 547—548 годов он упоминается в текстах как патриций. Тексты начиная с 548/549 года по 550/551 год упоминают его как dux (дукс) Фиваиды. Эта должность обычно присваивалась с почётным титулом патриция. В тексте, датированном 556 годом, он назван патрицием, что показывает, что он уже получил этот титул. Там же он упомянут как стратилат и пагарх Арсинойи. Таким образом он получил права пагарха в том числе и на Оксиринх и его окрестности.
Оксиринхский папирус сохранил упоминание об увеличении семейной недвижимости и о торговых делах Апионов. Иоанн Малала также упоминал поместье Апиона в Константинополе при описании происшествия в мае 562 года, когда несколько человек из дома Апионов устно оскорбили Зелёную партию ипподрома. Апион проявлял большую активность в сенате во время своего присутствия в столице. Последний раз упоминался как живущий в 577 году, а как уже скончавшийся — в 579 году.